# مظلومية الزهراء
مظلومية الزهراء في التقليد الشيعي تدل على خلاف نشب بعد وفاة محمد نبي الإسلام بين ابنته فاطمة بنت محمد وأبو بكر الصديق خليفة المسلمين آنذاك على أرض فدك التي عدّتها فاطمة ميراثها الشرعي بينما رأى أبو بكر الصديق أن الأنبياء لا يورثون.

## نظرة الشيعة إلى قصة أبو بكر وفاطمة والميراث
يرى الشيعة أن أرض فدك من حق السيدة فاطمة بنت محمد كميراث شرعي ، ويتمسكون بموقف الزهراء التي استشهدت فيه بالقرآن ردا على الحديث الذي رواه أبو بكر ليحاج بأن لا إرث لها، وهو الحديث الذي رده بعض علماء السنة على أنه موضوع ، بينما تمسك به جماعة أهل السنة انتصارا لأبي بكر، فيقولون أن الأنبياء لا يورثون وأن ما تركوه صدقة. وقد روى أبو بكر الحديث عن الرسول: «لا نورث، ما تركنا صدقة»  وهذا سند أبي بكر - الحديث الذي هو راويه - حين كان خليفة المسلمين وأيده عمر بن الخطاب، فردت عليه فاطمة: سبحان الله ما كان أبي رسول الله صلى الله عليه وآله وسلم عن كتاب الله صادفا ولا لأحكامه مخالفا بل كان يتبع أثره ويقفو سوره أفتجمعون إلى الغدر اعتلالا عليه بالزور.. ويؤيد رأي الزهراء ما جاء في القرآن من إثبات توريث الأنبياء السالفين، منه: {وورث سليمان داوود وقال يا أيها الناس عُلِّمنا منطق الطير وأوتينا من كل شيء إن هذا لهو الفضل المبين}  وعن نبي الله زكريا: { ذكر رحمة ربك عبده زكريا * إذ نادى ربه نداء خفيا * قال رب إني وهن العظم مني واشتعل الرأس شيبا ولم أكن بدعائك رب شقيا * واني خفت الموالي من ورائي وكانت امرأتي عاقرا فهب لي من لدنك وليا * يرثني ويرث من آل يعقوب واجعله رب رضيا}.
ويطلق الشيعة مظلومية الزهراء على ما جرى لها من غصب ميراثها وما تبع ذلك من عصرها خلف الباب وجمع الحطب على باب دارها وإسقاط جنينها، ويعتقدون بأن فاطمة الزهراء توفيت وهي غاضبة على أبي بكر وعمر، ويؤيدهم في ذلك أحاديث وروايات من كتب أهل السنة كرواية البخاري في صحيحه عن عائشة بنت أبي بكر.
كما يدلل الشيعة على صحة روابتهم التاريخية بما ورد في كتب التاريخ مثل البداية والنهاية لابن كثير وتاريخ الأمم والملوك للطبري من أن عمر بن الخطاب عندما ولي الخلافة ردَّ فدك إلى عليّ والعباس. ويرى مؤرخو الشيعة أن هذا الموقف يُناقض رواية أبو بكر. ورَدُّ فدك حدث مرات عدة أخرى في عصور أخرى؛ إذ أن الخليفة الأموي عمر بن عبد العزيز ردها إلى أبناء فاطمة في عصره كما عرض هارون الرشيد على موسى الكاظم أن يرد إليه فدك لكن موسى أوضح أن العلويين يرجئون الفصل فيها إلى يوم الحساب.

## الاختلاف في الروايات والأحاديث
كان لقصة كسر ضلع فاطمة بعد اقتحام بيتها وإحراق باب دارها بالنار وعصرها وراء الباب وإسقاط جنينها التي يرويها الشيعة دور في موقفهم السلبي تاريخيا تجاه الخليفة الأول أبي بكر والخليفة الثاني عمر بن الخطاب، انتصارا لفاطمة، بينما رأى السنة تاريخيا الرجلين، وبخاصة عمر، نموذج الإمام العادل. وقد وضع المرجع الشيعي محمد حسين فضل الله علامة تعجب حول قصة اقتحام الدار وكسر الضلع من أصلها، لما يشوبها - في رأيه - من غموض وانتقاص من شجاعة علي بن أبي طالب، لكنه لم ينكرها أو يدحضها.

### حديث الميراث
يرى علماء الشيعة ومنهم محمد باقر الصدر أن الحديث الذي رواه أبو بكر إذا صح فهو يضرب بعضه بعضا؛ فإذا كان الأنبياء يورثون العلم والحكمة وليس المال فإن فاطمة بنص الحديث ترث علم النبي وحكمته وبالتالي تكون مطالبتها بإرثها حجة على الخليفة بوصفها أعلم بدين محمد بنص الحديث الذي رواه أبو بكر نفسه، وأيضا يترتب عليه أنه إذا كانت فاطمة وعلي يرثان علم وحكمة النبي فلماذا منعوا من ميراثهم هذا بإبعادهم عن الإمامة. إذ لو صح الحديث فهو حجة لهم لا عليهم
أن فاطمة جاءت أبا بكر وعمر - رضي الله عنهما - تسأل ميراثها من رسول الله ﷺ، فقالا سمعنا رسول الله ﷺ يقول: إني لا أورث، قالت: والله لا أكلمكما أبدا، فماتت، ولا تكلمهما 
الراوي: أبو هريرة - خلاصة الدرجة: صحيح - المحدث: الألباني - المصدر: صحيح الترمذي - الصفحة أو الرقم: 16

### رأي في موقف علي
في الروايات الشيعية أنه بعد عودة فاطمة من خطبتها شكت لعلي زوجها فقال: ""لا ويل عليك الويل لشانئك، نهنهي عن وجدك يا ابنة الصفوة، وبقيّة النبوة، فما ونيت عن ديني ولا أخطأت مقدوري، فأن كنت تريدين البلغة، فرزقك مضمون، وكفيلك مأمون، وما اُعدّ لك أفضل مما قطع عنك، فاحتسبي الله. فقالت: حسبي الله، وأمسكت""
ويحتج مخالفو هذا الرأي بأن عليّا عندما ولي الخلافة أوقف فدكا صدقة كما فعل الخلفاء من قبله. ويرى الشيعة أن علي أوقف كل ماله صدقة بما فيها أرض ينبع وأبيار علي وكذلك فدك، كما إن خلافة علي لم تدم سوى خمس سنين ملؤها الحروب وعدم الاستقرار وكانت أولويات علي طبقا للتأريخ الشيعي لمُّ شمل الدولة واستقرارها، كما أن الموضوع من وجهة نظر الشيعة لم يكن خلافا على ميراث بقدر ماهو ثبات لرمز وراء هذا الحق.

### معنى فدك
يرى الشيعة حسب تفسيرهم للخطبة الفدكية التي وردت عن فاطمة وألقتها على الخليفة الأول أبو بكر أن قضية فدك لم تكن قضية نزاع على ميراث وحسب، إذ يرى بعض الشيعة أن فدك كانت ملكا خاصا لفاطمة أثناء حياة أبيها. إلا أن القضية تحولت عند الشيعة أن فدك هي رمز للحق الأصلي المغتصب من وجهة نظرهم وتتضح هذا القضية في الرواية التي يرويها الشيعة عن الإمام السابع موسى الكاظم أن هارون الرشيد استدعى موسى الكاظم وقال له أمام الملأ «حُدّ لي فدكا أرُدُّها إليك» فقال موسى «ما آخذها إلا بحدودها» فقال هارون «حُدَّها» فقال الإمام موسى الكاظم «الحدّ الأول عدن» فتغيّر وجه الرشيد وقال: «والحدّ الثاني؟» قال: «سمرقند» فأربدّ وجهه قال: «والحدّ الثالث؟» قال: «أفريقية»، فاسودّ وجهه، قال: «والحد الرابع؟» قال: «سيف البحر مما يلي الخزر وأرمينيا». فقال هارون: «فلم يبق لنا شيء، فتحوّل في مجلسي» فقال موسى: «قد أعلمتك إني إن حددتها لم تردّها»
وهذه الرواية توضح أن مسألة فدك عند الشيعة في جوهرها حق الإمامة بصفة عامة.

### أسباب أخذ فدك من منظور شيعي
للشيعة عدة أسباب يرونها كانت مبررا لمنع توريث النبي:
- أن فدك كانت أرضا غنية وقد تمثل سندا قويا لعلي ومعارضي الخلافة من العلويين. ويستدلون على ذلك بأنه بعد الفتوحات التي حدثت في عهد عمر بن الخطاب أصبحت أموال فدك ليست ذات أهمية مقارنة الأموال القادمة في الفتوحات فلم يجد عمر غضاضة في رد فدك ذاتها إلى أهل البيت.
- من الناحية المعنوية، توريث فدك يرسِّخ أن أهل البيت هم وارثوا النبي، أما عدم الورث فيقلل معنويا أمام الناس من شأن أهل البيت الذين قد يرى البعض أنهم الوريث الطبيعي للنبوة والإمامة.[15]

## رد أهل السنة على رواية كسر الضلع
رَدَّ أهلُ السُّنَّةِ والجماعة على رواية كسر الضلع بعدة أمور:
الأمر الأول: أن تعدِّي رجل واحد على امرأة يعد من الأمور المنكرة المستبشعة فكيف إذا كان المعتدي من الصحابة ومن الخلفاء الراشدين وعلى ابنة رسول الله ويتم حرق بيتها وإسقاط جنينها؟ فكيف حصلت تلك الحادثة مع سكوت الناس عنها وعدم مدافعتهم عن بيت النبوة؟ إلا لو كانت الرواية غير صحيحة أصلًا.
الأمر الثاني: لماذا لم يرد علي بن أبي طالب على عمر بن الخطاب وانتقم منه بعدما كسر ضلع فاطمة وهي زوجته وبنت رسول الله وهو الشجاع والمحارب والفارس الصنديد؟
الأمر الثالث: إذا كان علي بن أبي طالب يعلم الغيب -كما في معتقد الشيعة- لماذا لم يحذر فاطمة من قدوم عمر بن الخطاب وكسر ضلعها؟
الأمر الرابع: مما يدل على العلاقة الحسنة بين علي بن أبي طالب وعمر بن الخطاب هو زواج عمر بن الخطاب من أم كلثوم ابنة علي بن أبي طالب وموافقته على ذلك وإلا فكيف تزوج بها وهما أعداء لبعض؟ إلا لو كانت العلاقة بينهما حسنة أصلًا.
الأمر الخامس: رواية كسر الضلع لا توجد في أهم الكتب الشيعية المعتمدة مثل كتاب «الكافي» حيث لم يذكرها مؤلفه الكليني، ولا تُعرف هذه القصة من إلا من كتاب "السقيفة" لسلَيم بن قيس الهلالي، وقد شكك البعض بوجود هذه الشخصية أصلًا، قال الدكتور ناصر القفاري:
"وقد لحظت في دراستي لكتاب سليم بن قيس -أول كتاب ظهر لهم- أنهم يضعون روايات أو كتباً لأشخاص لا وجود لهم حتى قال بعض شيوخهم -وهو يعترف بأن كتاب سليم بن قيس موضوع عليه-: "والحق أن هذا الكتاب موضوع لغرض صحيح، نظير كتاب "الحسنية"، "وطرائف بن طاوس" "والرحلة المدرسية"، وتبين لنا فيما سلف أن سليم بن قيس قد يكون اسماً لا مسمَّى له".

## نظرة أهل السنة إلى قصة أبو بكر وفاطمة والميراث
يرى أهل السنة والجماعة أنّ خلاف أبي بكر الصديق مع فاطمة كان خلافًا سائغًا بين طرفين لدى كل منهما أدلة على رأيه، وأن طلب فاطمة ميراثها من أبيها من أبي بكر بأن ذلك كان قبل أن تسمع الحديث الذي دل على خصوصية النبي ذلك وكانت متمسكة بما في كتاب الله من ذلك فلما أخبرها أبو بكر بالحديث توقفت عن ذلك ولم تعد إليه.
- عدم انفراد أبوبكر الصديق بالرواية: قول بعض المخالفين لأهل السنة من الشيعة أن أبو بكر انفرد بحديث قول النبي: «لا نورث ما تركنا فهو صدقة» فهذا الإدعاء غير صحيح، حيث روى هذا الحديث عن النبي أبو بكر وعمر وعثمان وعلي وطلحة والزبير وسعد وعبد الرحمن بن عوف والعباس بن عبد المطلب وأزواج النبي وأبو هريرة، والرواية عن هؤلاء ثابته في الصحاح والمسانيد مشهورة.[19]
- حرمان ابنة أبو بكر وابنة عمر من الميراث: فإن هذا أدى أيضا إلى حرمان ابنة أبو بكر وهي أم المؤمنين عائشة من الميراث [20]، وكذلك حرمان ابنة عمر بن الخطاب وهي أم المؤمنين حفصة من الميراث [20]، حيث أنهما زوجات الرسول، كما أنّ فدك لو كانت إرثاً من النبي لكان لنساء النبي ومنهن عائشة بنت أبي بكر وزينب وأم كلثوم بنات النبي حصة منها، لكن أبا بكر لم يعط ابنته عائشة ولا أحد من نساء النبي ولا بناته شيئاً استناداً للحديث، فلماذا لا يُذكر هؤلاء كطرف في قضية فدك بينما يتم التركيز على السيدة فاطمة وحدها.
- أبوبكر وعمر لم ينتفعا بأموال الميراث، وأن علي كان المسؤول عن صرف هذه الأموال كصدقة: إن المال الذي خلفه النبي لم يجعله أبو بكر الصديق لنفسه ولا لأهل بيته، ولا انتفع هو ولا أحد من أهله بهذه المال، وكذلك عمر لم ينتفع بهذا المال، وإنما هذا المال هو صدقة لمستحقيها، بل سلم عمر هذا المال إلى علي والعباس يفعلان فيه ما كان النبي يفعله وأن يجعلانه صدقة[21]، ثم إن علي لما ولي الخلافة لم يغيرها عما عمل فيها في عهد الخلفاء الثلاثة ولم يتعرض لتملكها ولا لقسمة شيء منها بل كان يصرفها في الوجوه التي كان من قبله يصرفها فيها [22]، ثم إن أبا بكر وعمر قد أعطيا عليا وأولاده من المال أضعاف أضعاف ما خلفه النبي من المال.
- غضب فاطمة على أبو بكر: وهو قول الرسول:«فاطمة بضعة مني فمن أغضبها فقد أغضبني» [23]، فهذا من نصوص الوعيد المطلق التي لا يستلزم ثبوت موجبها في حق المعنيين إلا بعد وجود الشروط وانتفاء الموانع [24]، وأن النبي إنما أراد بغضب فاطمة وهو أن تغضب بحق، وإلا فالرسول لا يغضب لنفسه ولا لأحد من أهل بيته بغير حق، بل ما كان ينتصر لنفسه ولو بحق مالم تنتهك محارم الله.
- الفائدة من عدم توريث النبي للأموال: ولعل حكمة الله في هذا الحكم -والله أعلم- في أن لا يورث الرسول المال لأهله من بعده، وذلك لئلا يكون ذلك شبهة لمن يقدح في نبوة النبي بأنه طلب الدنيا وقاتل في الغزوات ليخلف الثروات والأموال لورثته، كما صان الله تعالى رسول الله عن معرفة القراءة والكتابة وكذلك عن قول الشعر وذلك صيانة لنبوته عن الشبهة، ثم إنّ لفظ (الإرث) ليس محصور الاستخدام في المال فحسب بل يستخدم في العلم والنبوة والملك وغير ذلك كما يقول الله تعالى {ثم أورثنا الكتاب الذين اصطفينا من عبادنا}.[25]
- روايات مؤيدة لوجهة نظر السنة في كتب الشيعة الاثناعشرية وصححها علماؤهم: ويرى أهل السنة أن في كتب الشيعة ما يؤيد وجهة نظرهم في كتب الشيعة، حيث إذاً حديث (إنّ الأنبياء لم يورّثوا ديناراً ولا درهماً ولكن ورّثوا العلم) صحيح كما بيّن ذلك المجلسي وغيره.[26][27]
- روايات مؤيدة لوجهة النظر السنية في كتب الشيعة الزيدية: (حدثني زيد بن علي عن ابيه عن جده عن علي قال: العلماء ورثة الانبياء فان الانبياء لم يخلفوا دينارا ولا درهما انما تركوا العلم ميراثا بين العلماء[28]).
- قول علماء الشيعة بأن فاطمة ورثت علم النبي فبالتالي هي في مسألة الميراث أكثر فقها من أبو بكر: حيث يقول علماء الشيعة أنه إذا كان الأنبياء يورثون العلم والحكمة وليس المال فإن فاطمة بنص الحديث ترث علم النبي وحكمته وبالتالي تكون مطالبتها بإرثها حجة على الخليفة بوصفها أعلم بدين محمد [12]، فيرد أهل السنة والجماعة أن علم الرسول ليس محتكرا على ذريته وأقربائه، ثم إن العلماء هم ورثة الأنبياء، ثم إذا سلمنا بهذا القول الشيعي فهذا يعني أن بقية بنات النبي كأم كلثوم وزينب وكذلك أزواج الرسول كأم المؤمنين عائشة وأبناء عمومة الرسول كعبد الله بن عباس ورثوا علم الرسول كفاطمة لأنهم من ورثة الرسول، وهذا لا يستقيم عند الاثناعشرية لأنهم يرفضون وضع هؤلاء بأنهم أكثر علما وحكمة من غيرهم، ثم هذا يعني أن أم المؤمنين عائشة هي أكثر ميراثا من علي بن أبي طالب في الحكمة والعلم والفقه وذلك لأنها زوجته ترث أكثر من ابن عمه.
- وجود روايات بأن الرسول أعطى فاطمة فدك، وبالتالي ففدك كانت ملك السيدة فاطمة في عصر الرسول ص: ويقول علماء الإثناعشرية بأن هناك رواية في كتب التفاسير وغيرها عند أهل السنة، وأن هذه الرواية تكررت كثيرا في كتب التفاسير وغيرها، [وفقًا لِمَن؟]
  - أولا: ضعف السند: وتدور الرواية حول اثنين من الأسانید وكلاهما ضعيف.[29][30]
  - ثانيا: ضعف المتن: حيث الآية مكية بينما فتح خيبر وفدك كان بعد الهجرة: وهو أن آية { وآت ذا القربى حقه } هي آية مكية أي نزلت في مكة قبل هجرة الرسول إلى المدينة، بينما فتح الرسول لخيبر وفدك كان في السنة السابعة للهجرة، وبالتالي فالحديث عقلا ومتنا هو غير منطقي.[31][32]
  - ثالثا: الكثير من علماء أهل السنة عند ذكر هذه الرواية فإنهم بعدها يذكرون بطلانها سندا ومتنا: فعلى سبيل المثال من هذه التعليقات بعد ذكر هذه الرواية في أحد كتب التفاسير: «على أن في القلب من صحة الخبر شيء بناء على أن السورة مكية وليست هذه الآية من المستثنيات وفدك لم تكن إذ ذاك تحت تصرف رسول الله بل طلبها رضي الله تعالى عنها ذلك إرثا بعد وفاته عليه الصلاة والسلام كما هو مشهور يأبى القول بالصحة كما لا يخفى [33] »، ويرى أهل السنة والجماعة بأن هذه الرواية هي تتكرر بنفس أسانيدها وهي ضعيفة، وبأن علماء الإثنا عشرية ينقلون هذه الرواية من كتب التفاسير وغيرها ولكنهم يحذفون تعليق علماء التفسير وعلماء الحديث عليها بأنها ضعيفة ويكون ذلك في نفس الكتاب ونفس الصفحة مباشرة، وأن هذا يقدح في المنهاج العلمي لديهم.
  - رابعا : أن هذه الرواية تتعارض مع حث الرسول على العدل بين الأبناء في الهدايا : حيث تم فتح خيبر في السنة السابعة من الهجرة، والسيدة أم كلثوم توفيت في السنة التاسعة من الهجرة، والسيدة زينب توفيت في السنة الثامنة من الهجرة، فكيف الرسول يعطي ابنته فاطمة أرض فدك كهدية أو عطية بينما يستثني ابنته السيدة أم كلثوم وابنته السيدة السيدة زينب، وبالتالي هذا يتعارض مع حث الرسول على العدل في العطايا والهدايا بين الأبناء.[34]

## وصلات خارجية
- فدك في التأريخ
- الخطبة الفدكية